# فرجينيا رافاييل
فرجينيا رافاييل (بالإيطالية: Virginia Raffaele)‏ هي مقدمة تلفزيونية وممثلة إيطالية، ولدت في 27 سبتمبر 1980 في روما في إيطاليا.

## وصلات خارجية
- فرجينيا رافاييل على موقع IMDb (الإنجليزية)
- فرجينيا رافاييل على موقع روتن توميتوز (الإنجليزية)
- فرجينيا رافاييل على موقع أول ميوزيك (الإنجليزية)
- فرجينيا رافاييل على موقع ديسكوغز (الإنجليزية)
- فرجينيا رافاييل على موقع قاعدة بيانات الفيلم (الإنجليزية)
- فرجينيا رافاييل على موقع كينوبويسك (الروسية)